# Goed Ten Lande

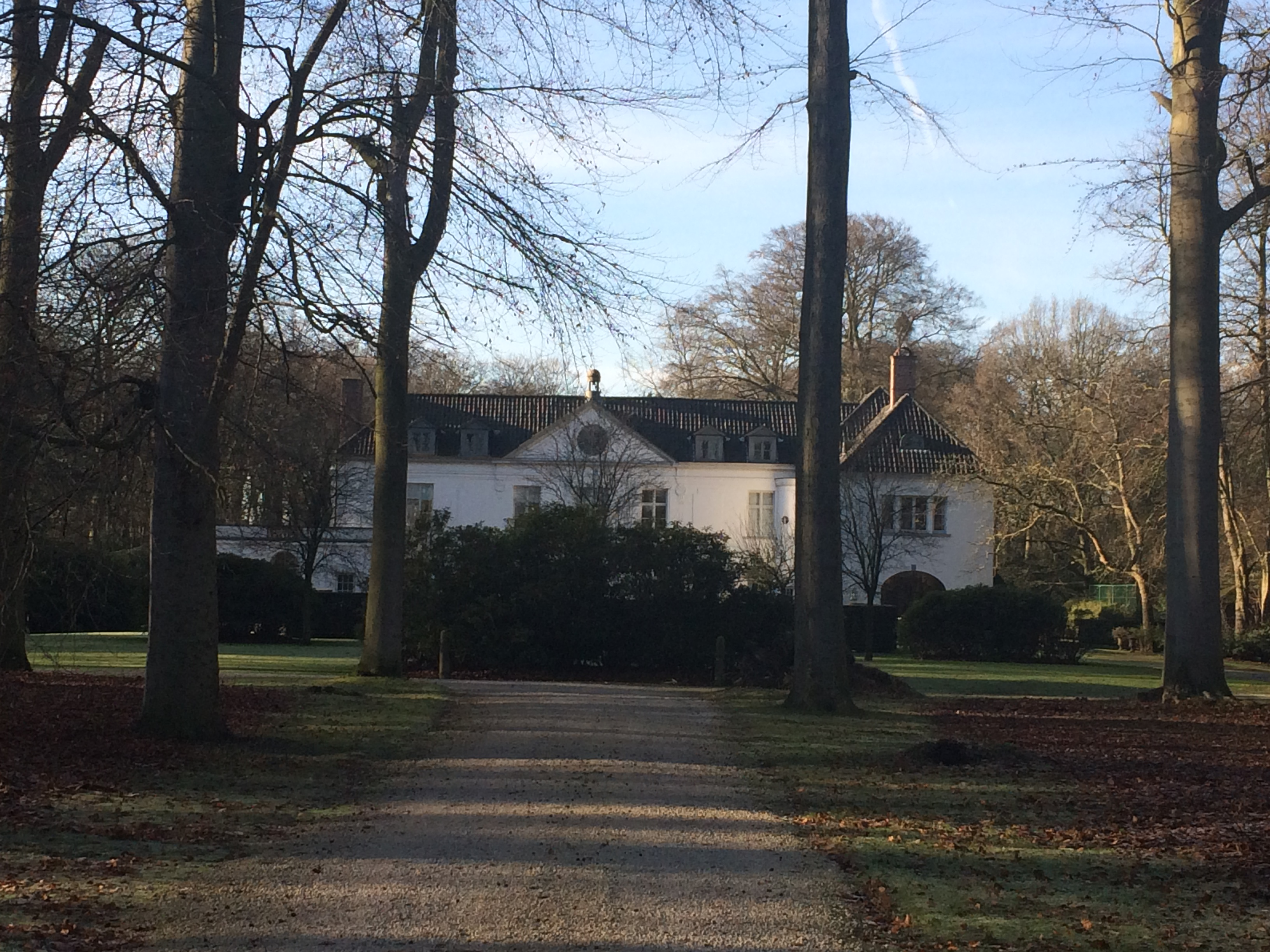
Vooraanzicht van het landhuis

Goed Te(n) Lande ook wel Goed Te Sande is een uitgestrekt landgoed in Destelbergen dat vrij dicht tegen de dorpskern aansluit. 

## Geschiedenis
Het landgoed staat reeds in 1532 vermeld in een koopakte als Hoeve ten Sande. Later werd het eigendom van de Sint-Pietersabdij van Gent (akte van 1772). Op het domein werd pas in 1900 een kasteel gebouwd dat rond 1938 grondig werd verbouwd en zijn huidige vorm kreeg. 

## Het domein
Het domein bestaat uit vijvers en grachten en enkele heuvels die waarschijnlijk bestaan uit aarde afkomstig van het graven van de vijvers. Het domein herbergt ook een oude ijskelder die in 2011 door Natuurpunt werd ingericht als vleermuizenoverwinterplaats. 